# Taihe (socken i Kina, Henan)
Taihe (kinesiska: 太和, 太和乡) är en socken i Kina. Den ligger i provinsen Henan, i den centrala delen av landet, omkring 220 kilometer söder om provinshuvudstaden Zhengzhou. Antalet invånare är 26570. Befolkningen består av 13 235 kvinnor och 13 335 män. Barn under 15 år utgör 24,0 %, vuxna 15-64 år 64 %, och äldre över 65 år 10,0 %.
Genomsnittlig årsnederbörd är 906 millimeter. Den regnigaste månaden är augusti, med i genomsnitt 164 mm nederbörd, och den torraste är december, med 9 mm nederbörd.